# The County Medical Examiners
The County Medical Examiners — американская Горграйнд группа, которая, по их собственным словам, существует с единственной целью — воссоздать звучание ранних альбомов Carcass.

## История
The County Medical Examiners были сформированы в 2001 году. Первоначальный состав группы состоял из доктора Мортона Фэрбенкса на гитаре / вокале, доктора Джека Патнэма на барабанах / вокале и Мишель Хейс на басу / вокале. Мишель Хейс, по словам доктора Фэрбенкса в старом интервью на thecountymedicalexaminers.com, впервые столкнулась с группой, когда в рамках испытательного срока из-за обвинения в вождении в нетрезвом виде она посетила морг, где работал доктор Фэрбенкс. Вскоре после этого они собрались вместе и записали EP Fetid Putrescent Whiffs, который был выпущен ограниченным тиражом. Группа записала свой дебютный полноформатный альбом для Razorback Records, Forensic Fugues и Medicolegal Medleys. Вскоре после выпуска альбома Мишель покинула группу, чтобы посвятить свое время медицинской школе, и ее заменил друг и коллега доктор Гай Рэдклифф, которому, как сообщается, около 60 лет. Нынешний состав записал сплит-LP, EP и второй полноформатный альбом Olidous Operettas. Личность участников группы вызывает много споров, поскольку они используют псевдонимы, чтобы избежать гнева администрации больницы и внимания фанатов. Ходят слухи, что в состав TCME входит как минимум один участник Exhumed, в основном потому, что доменное имя для веб-сайта группы было зарегистрировано бывшим участником Exhumed, а не на имя «участников группы», но сейчас общепризнано, что TCME, не заинтересованная в их онлайн-продвижении, имеет много людей за кулисами, включая различные другие группы-клоны Carcass, а также сотрудников Relapse Records, которые жертвуют свое время веб-дизайном и продвижением, а также приглашенными музыкальными выступлениями. TCME выпустили свой дебютный альбом Olidous Operettas на Relapse Records в январе 2007 года. Диск, на написание и запись которого ушло более полутора лет, поскольку все три участника группы живут в разных штатах, включает восемь треков. Доктор Фэрбенкс описал эту работу как «где-то между Symphonies of Sickness и Carcass эпохи некротизма» и «не то, что вы хотели бы поставить перед церковью». Что делает диск еще более отличительным, так это то, что «это будет компакт-диск с ароматизированным лицом, что, по сути, означает, что его можно будет поцарапать и понюхать», — сказал он. «Наш компакт-диск будет пахнуть тухлым мясом».

## Дискография

### Альбомы
Forensic Fugues And Medicolegal (2002)
Olidous Operettas (2007)

### Мини-Альбомы
Fetid Putrescent Whiffs (2001)
Reeking Rhapsodies For Chorale, Percussion And Strings (2004)

### Сплиты
General Surgery / The County Medical Examiners (2003)

## Состав

### Текущий состав
- Доктор Джек Патнэм, доктор медицины — ударные, вокал (2001-настоящее время)
- Доктор Мортон Фэрбенкс, доктор медицины — вокал, гитара, бас (2001-настоящее время)
- Доктор Гай Рэдклифф, доктор медицины, доктор философии — бас, вокал (2002-настоящее время)

### Бывший состав
- Мишель Хейс — бас, вокал (2001—2002)